# 棚沢村
棚沢村（たなさわむら）は、神奈川県の中央部に位置した愛甲郡にかつてあった村である。
1946年6月1日に三田村、下川入村、妻田村、及川村、林村と合併し睦合村となった。

## 歴史
- 1889年4月1日 - 町村制施行により、愛甲郡棚沢村が発足。
- 1946年6月1日 - 三田村、下川入村、妻田村、及川村、林村と合併し睦合村となった。